# Vũ Thị Mến
Vũ Thị Mến (* 10. Juli 1990 in Nam Định) ist eine vietnamesische Dreispringerin.

## Sportliche Laufbahn
Erste Erfahrungen bei internationalen Wettbewerben sammelte Vũ Thị Mến im Jahr 2013, als sie bei den Südostasienspielen in Naypyidaw mit 13,60 m den vierten Platz im Dreisprung belegte und im Weitsprung mit 5,89 m auf Rang fünf gelangte. Zwei Jahre später wurde sie bei den Südostasienspielen in Singapur mit 13,29 m Vierte im Dreisprung und 2017 siegte sie dann bei den Südostasienspielen in Kuala Lumpur mit neuem Landesrekord von 14,15 m vor Maria Natalia Londa aus Indonesien. 2018 nahm sie erstmals an den Asienspielen in Jakarta teil und gewann dort mit 13,93 m die Bronzemedaille hinter der Kasachin Olga Rypakowa und der Thailänderin Parinya Chuaimaroeng. Bei den Leichtathletik-Asienmeisterschaften 2019 in Doha erreichte sie mit einem Sprung auf 13,22 m den sechsten Platz. Im Dezember gewann sie bei den Südostasienspielen in Capas mit 13,55 m die Bronzemedaille hinter Chuaimaroeng und der Indonesierin Londa und erreichte im Weitsprung mit 6,11 m Rang fünf.
2015 und 2019 wurde Vũ vietnamesische Meisterin im Dreisprung. Sie absolvierte ein Studium an der Bac Ninh University of Physical Education and Sports.

## Persönliche Bestleistungen
- Weitsprung: 6,24 m, 16. September 2019 in der Ho-Chi-Minh-Stadt
- Dreisprung: 14,15 m (+0,1 m/s), 23. August 2017 in Kuala Lumpur (Vietnamesischer Rekord)